# 罗马教堂列表

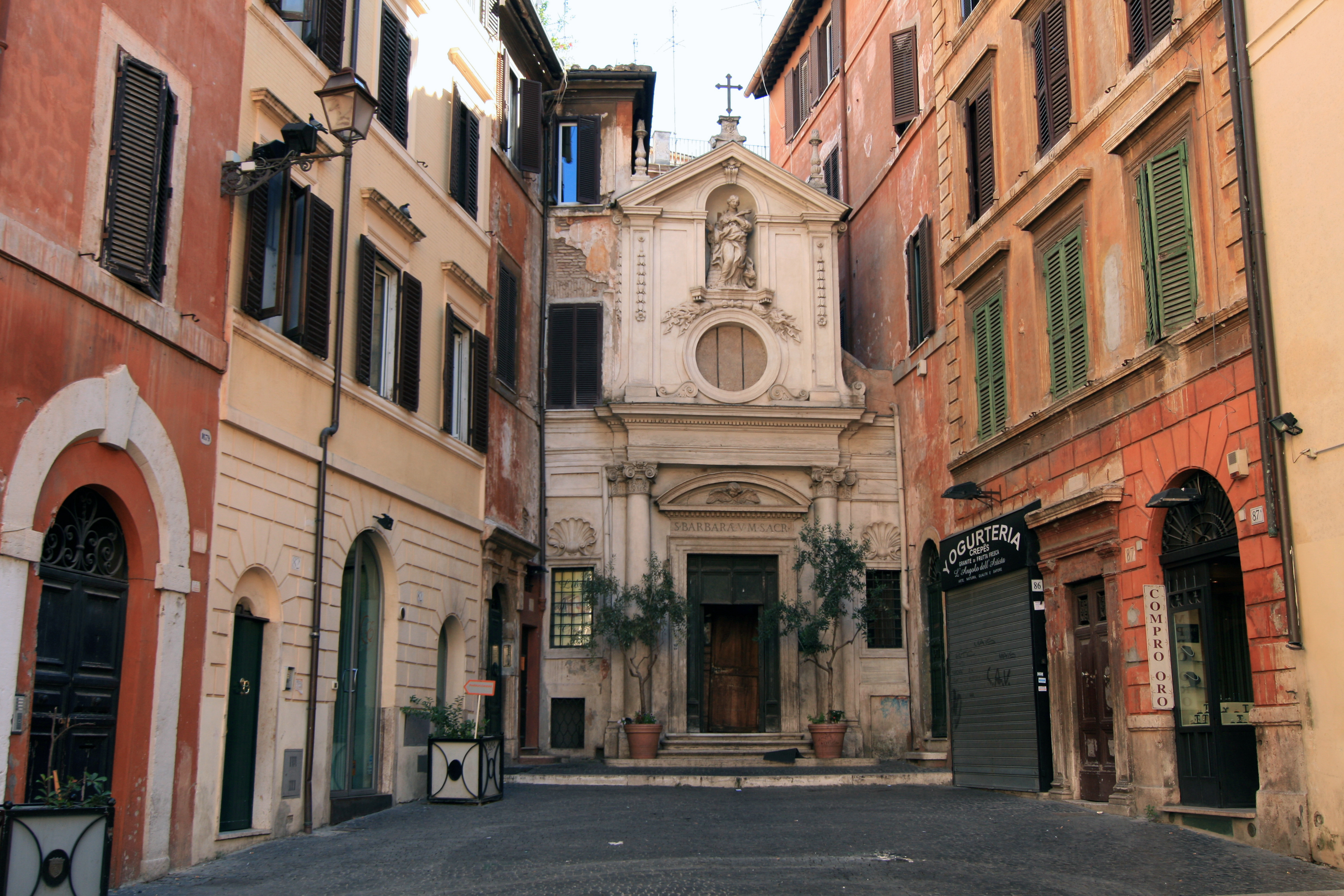
Santa Barbara dei Librari

罗马市的教堂数量超过900座，其中绝大部分是天主教會教堂。

## 罗马朝圣七大殿
天主教會的四座特级圣殿全部位于罗马，包括圣伯多禄大殿、城外圣保禄大殿、圣母大殿及圣若望拉特朗大殿。这些圣殿不设枢机，由教宗直接管辖。圣若望拉特朗大殿也是罗马主教（即教宗）的主教座堂。传统上，朝圣者要朝拜全部的四座特级圣殿，以及圣老楞佐大殿、圣十字大殿和圣爱之母朝圣所，称为“罗马朝圣七大殿”。在2000年之前，第七座教堂是圣塞巴斯弟盎大殿。

## 教堂

### 4世纪
- 圣若望拉特朗大殿 (324)
- 圣十字大殿 (325)
- 越台伯河的圣母大殿
- 城外圣保禄大殿 (386)
- 圣格来孟大殿
- 圣塞巴斯弟盎大殿

### 5世纪
- 圣撒比纳堂 (432)
- 圣母大殿 (430s)

### 6世纪
- 圣老楞佐大殿 (580)
- 天坛圣母堂
- 希腊圣母堂

### 7世纪
- 圣母与诸殉道者教堂

### 8世纪
- 圣巴西德堂 (800)

### 11世纪
- 人民圣母教堂 (1099)

### 13世纪
- 神庙遗址圣母堂 （13世纪中叶）

### 16世纪
- 天使与殉教者圣母大殿 (1561)
- 耶稣教堂 (1580)
- 山上天主圣三教堂 (1585)
- 圣王路易堂 (1589)
- 奇迹圣母堂 (1597)

### 17世纪
- 罗马圣依纳爵堂 (1626)
- 四泉圣嘉禄堂 (1641)
- 圣依华堂 (1660)
- 圣山圣母堂 (1675)

### 19世纪
- 城内圣保罗教堂 (1880，美国圣公会)
- 圣安德烈教堂 (1885，苏格兰长老会)

### 21世纪
- 千禧教堂，即仁慈天父教堂（2003）